# Paredocla
Paredocla is een geslacht van wantsen uit de familie van de Reduviidae (Roofwantsen). Het geslacht werd voor het eerst wetenschappelijk beschreven door Jeannel in 1914.

## Soorten
Het genus bevat de volgende soorten:

- Paredocla abyssinica Jeannel, 1914
- Paredocla chevalieri Jeannel, 1919
- Paredocla crassispina Horváth, 1914
- Paredocla decorsei Jeannel, 1914
- Paredocla pallipes Jeannel, 1914
- Paredocla planquettei Villiers, 1965